# Mandy (película de 2018)
Mandy es una película de 2018 dirigida por Panos Cosmatos y coescrita por Cosmatos y Aaron Stewart-Ahn. Una coproducción de Estados Unidos y Canadá, protagonizada por Nicolas Cage, Andrea Riseborough, Linus Roache, Ned Dennehy, Olwen Fouéré, Richard Brake y Bill Duke. Se estrenó en el Festival de Cine de Sundance de 2018 el 19 de enero y se estrenó teatralmente el 14 de septiembre de 2018 por RLJE Films. Mandy recibió una aclamación crítica, con elogios dirigidos a su estilo y originalidad, el desempeño de Cage, la dirección de Cosmatos y las secuencias de acción.
Es una de las últimas películas anotadas por el compositor islandés Jóhann Jóhannsson, quien falleció en febrero de 2018. La película está dedicada a él.

## Argumento
En algún lugar cerca del Noroeste del Pacífico en el año 1983, Red Miller vive con su novia, la artista Mandy Bloom, en una cabaña cerca del lago. Red trabaja como maderero, mientras que Mandy tiene un trabajo de día como cajera en una estación de servicio cercana en el bosque. Ella crea arte de fantasía elaborado, y Red admira mucho su trabajo. Llevan una vida tranquila y solitaria, y sus conversaciones y comportamientos apuntan a un pasado difícil y dificultades psicológicas. Red parece ser un alcohólico en recuperación y un posible veterano, y Mandy relata experiencias traumáticas de su infancia.
En su camino al trabajo, Mandy pasa junto a una camioneta que lleva a Los Hijos del Nuevo Amanecer, un culto hippie, al estilo de Manson, dirigido por Jeremiah Sand. Sand queda impresionado por la belleza de Mandy y le ordena a uno de sus discípulos, el Hermano Swan, que secuestre a Mandy con la ayuda de los Black Skulls, una pandilla de motociclistas demoníacos con gusto por la carne humana y una forma líquida y altamente potente de LSD.
Por la noche, Swan conduce al lago y convoca a los Black Skulls haciendo sonar un cuerno místico. Después de que Swan les ofrece un miembro de bajo rango del culto como sacrificio, irrumpen en la casa de la pareja y someten a Mandy y Red. Las dos mujeres miembros del culto, la madre Marlene y la hermana Lucy, drogan a Mandy con LSD y el veneno de una avispa negra gigante antes de presentarla a Sand. Sand, un músico fallido, intenta seducir a Mandy con su música psicodélica, diciéndole que Dios le había dicho que tomara todo lo que quisiera. Mandy lo ridiculiza, dejándolo confundido y enfurecido. En busca de venganza, Sand apuñala a Red, quien está atado y amordazado con alambre de púas para luego quemar a Mandy con vida delante de él. Después de nada más que restos de cenizas de Mandy, Sand y sus seguidores se marchan. Red se libera, se lamenta por las cenizas de Mandy, vuelve a entrar y se queda dormido, exhausto y en shock. Después de despertarse de una pesadilla, consume una botella de vodka, atiende sus heridas y grita de agonía, dolor y rabia.
Por la mañana, Red busca "la segadora", su ballesta, de su amigo Caruthers. Caruthers le proporciona flechas recién creadas e información sobre los Black Skulls. Según Caruthers, los Black Skulls eran mensajeros de la droga que se volvían peligrosamente sadomasoquistas después de haber consumido un mal lote de LSD. Antes de que Red se vaya, Caruthers le advierte que sus probabilidades de supervivencia son bajas. Red forja un hacha de batalla y sale en busca de los moteros. Rastreando a la pandilla, intenta atropellar a un motociclista que se arrastra, pero es capturado en el proceso. En su escondite, Red logra liberarse y matar a los Black Skulls. Al buscar en su escondite, consume algo de su cocaína y LSD contaminado, lo que le provoca alucinaciones instantáneas y graves.
Al buscar una torre de radio que imaginó antes, Red se encuentra con El Químico, un misterioso fabricante de medicamentos, que le dice dónde encontrar a Los Hijos del Nuevo Amanecer. En su improvisada iglesia de madera en una cantera, Red mata a los Hermanos Swan y Hanker con su hacha y mata al Hermano Klopek en un duelo de motosierra, perdonando solo la vida de la Hermana Lucy. Cruzando los túneles debajo de la iglesia, Red encuentra a la Madre Marlene y la decapita. Luego encuentra a Sand, burlándose de él al sacar la cabeza cortada de Marlene. Sand pide clemencia, pero Red lo mata al aplastarle el cráneo. Prende fuego la iglesia y observa cómo arde el cuerpo de Sand antes de irse, imaginando a Mandy en el asiento del pasajero de su auto, mientras que el paisaje detrás de él ahora parece fantástico y de otro mundo.

## Reparto
- Nicolas Cage como Red Miller.
- Andrea Riseborough como Mandy Bloom.
- Linus Roache como Jeremiah Sand.
- Bill Duke como Caruthers.
- Richard Brake como El Químico.
- Ned Dennehy como Hermano Swan.
- Olwen Fouéré como  Madre Marlene.
- Hayley Saywell como Sis.
- Line Pillet como Hermana Lucy.
- Clément Baronnet como Hermano Klopek.
- Alexis Julemont como Hermano Hanker.
- Stephan Fraser como Hermano Lewis.
- Ivailo Dimitrov como Skratch.
- Kalin Kerin como Scabs.
- Tamás Hagyuó como Fuck Pig.
- Paul Painter como Duende de Cheddar.

## Producción
El 7 de junio de 2017, Nicolas Cage fue anunciado como la estrella de la película. La producción utilizó la cámara Arri Alexa, junto con el formato anamórfico Panavision, para lograr la atmósfera de la vieja escuela de la película.
Legion M, un estudio de entretenimiento que permite a los fanáticos invertir y ser parte de la creación de películas, fue un socio de producción para Mandy y organizó una mesa redonda con el director Panos Cosmatos y otros en el Festival de Cine de Sundance en 2018. Cage hizo una aparición sorpresa en el evento.

## Estreno
La película se estrenó en el Festival de Cine de Sundance de 2018 el 19 de enero. Comenzó un estreno cinematográfico limitado el 13 de septiembre de 2018, tocando en un máximo de 250 teatros, y se estrenó en VOD el 14 de septiembre.

## Recepción
Según el sitio web de críticas, Rotten Tomatoes, el 91% de los críticos le dio a la película una crítica positiva basada en 225 comentarios, con una calificación promedio de 7.65/10. El consenso de los críticos del sitio web dice: "La violencia del gonzo de Mandy está alimentada por una actuación apasionante de Nicolas Cage, y está anclada con una emoción palpable transmitida entre sus arrebatos volcánicos". En Metacritic, la película tiene una puntuación promedio ponderada de 81 sobre 100, basada en 30 críticas, que indica "aclamación universal".
Revisando la película después de su estreno mundial en el Festival de Cine de Sundance, Nick Allen de RogerEbert.com la elogió, y escribió que "por todas las interminables actuaciones salvajes que Cage ha dado, en películas buenas, malas y olvidables, el estilo de Cosmatos "La pasión de los años 80 por mundos y personajes extraños aprovecha al máximo la grandeza de Cage, y más".
En una revisión de cinco estrellas para Dirty Movies, Stephen Lee Naish calificó la película como "una aventura de venganza empapada de sangre", elogiando a Cosmatos por un "enfoque magistral" que "lo alinea con Kubrick y Lynch en la entrega de mundos y personajes perfectamente creíbles y totalmente realizados. que operan dentro de sus propias leyes de la física". Mientras tanto, el crítico de cine Christopher Stewardson dijo que la película" seguramente se convertirá en un favorito de culto por sí misma".
En los Premios Independent Spirit de 2019, Benjamin Loeb fue nominado a Mejor Cinematografía por la película.